# Tala'ea El Geish
Pour les articles homonymes, voir Al Jaish.
Maillots
Actualités
Le Tala'ea El Geish Sporting Club (en arabe : نادي طلائع الجيش الرياضية), plus couramment abrégé en Tala'ea El Geish, est un club égyptien de football fondé en 1997 et basé au Caire.
Il évolue actuellement en première division.

## Histoire
Le club (sui signifie en français : Avant-garde de l'armée) appartient aux forces armées égyptiennes. Il est au départ fondé sous le nom d'El Geish El Masry puis sera renommé Tala'ea El Geish au cours de la saison 2004-2005.

## Palmarès
Vainqueur de la Supercoupe d'Égypte en 2021.
Finaliste Coupe d'Égypte en 2020.

## Anciens entraîneurs[2]
- 2017-2018 :  Luc Eymael